# Eternal Light
- ラブライブ!シリーズ > ラブライブ!虹ヶ咲学園スクールアイドル同好会 > 虹ヶ咲学園スクールアイドル同好会 > Eternal Light

「Eternal Light」（エターナル・ライト）は、虹ヶ咲学園スクールアイドル同好会のミニユニット「DiverDiva」によるシングル。2022年5月25日にLantisから発売された。

## 背景
前作「THE SECRET NiGHT」から1年ぶりとなるシングルで、テレビアニメ『ラブライブ！虹ヶ咲学園スクールアイドル同好会』第2期の第4話挿入歌である表題曲とカップリング曲、およびオフヴォーカルバージョンを収録している。
ラブライブ！シリーズにおいて、テレビアニメの挿入歌シングルがミニユニット名義でリリースされるのは、QU4RTZの「ENJOY IT！」以来2作目となる。

## アートワーク
左半分に宮下愛、右半分に朝香果林が配置されている。

## ダンスシーン映像
表題曲である「Eternal Light」のダンスシーン映像には、スマートフォンゲーム『ラブライブ! スクールアイドルフェスティバル ALL STARS』のURに実装された衣装などが一瞬だけ登場している。

### 共通
- アトレ秋葉原描き下ろしペイント衣装
- 2ndシングル「THE SECRET NiGHT」

### 宮下愛
- ソロ楽曲「めっちゃGoing!!」[注釈 4]
- スクスタUR「S.I.COLLECTION」
- スクスタUR「ドレスに思いを馳せて」
- スクスタUR「ハートビート★スクールガール」
- スクスタUR「月夜のヴィーナス」
- スクスタUR「竜宮城の姫君」
- スクスタUR「ロマンティック・ローズ」
- スクスタUR「はい、にっこり～♪」
- スクスタSR「おかしーね！ お菓子だけに♪」

### 朝香果林
- ソロ楽曲「Starlight」[注釈 5]
- スクスタUR「モーモー♡ファームデイズ」
- スクスタUR「signs of spring」
- スクスタUR「TWINKLE★STARRY☆NIGHT」
- スクスタUR「マジカル☆ハロウィン」
- スクスタUR「セレブリティ・ブルー」[注釈 5]
- ソロ楽曲「Fire Bird」
- スクスタUR「キミをドキっとさせちゃった？」
- スクスタUR「花占い」

## リリース
2022年5月25日にLantisからリリースされ、初回生産分には特典として『虹ヶ咲学園スクールアイドル同好会メンバーカード』（全2種類の中から1枚）と、スマートフォン用ゲーム『ラブライブ! スクールアイドルフェスティバル ALL STARS』で利用できるシリアルコードが封入されている。

## チャート成績
2022年6月6日付のオリコン週間シングルランキングでは7位にランクインした。
2022年6月1日付のBillboard Japan Hot Animationでは13位、Billboard Japan Hot 100では96位にそれぞれランクインした。

## 収録曲
| #         | タイトル                     | 作詞                    | 作曲・編曲   | 時間  |
| --------- | ---------------------------- | ----------------------- | ------------ | ----- |
| 1.        | 「Eternal Light」            | Dummy Dog               | Dummy Dog    | 4:06  |
| 2.        | 「恋するMagic!!」            | ぱはむたん PASSiON KiNG | PASSiON KiNG | 3:48  |
| 3.        | 「Eternal Light」(Off Vocal) |                         |              | 4:06  |
| 4.        | 「恋するMagic!!」(Off Vocal) |                         |              | 3:46  |
| 合計時間: | 合計時間:                    | 合計時間:               | 合計時間:    | 15:46 |

### ユニットメンバー
1. 1 2 3  朝香果林（久保田未夢）、宮下愛（村上奈津実）
2. ↑  上原歩夢（大西亜玖璃）、中須かすみ（相良茉優）、桜坂しずく（前田佳織里）、朝香果林（久保田未夢）、宮下愛（村上奈津実）、近江彼方（鬼頭明里）、優木せつ菜（楠木ともり）、エマ・ヴェルデ（指出毬亜）、天王寺璃奈（田中ちえ美）、三船栞子（小泉萌香）、ミア・テイラー（内田秀）、鐘嵐珠（法元明菜）
3. 1 2  中須かすみ（相良茉優）、近江彼方（鬼頭明里）、エマ・ヴェルデ（指出毬亜）、天王寺璃奈（田中ちえ美）
4. ↑  上原歩夢（大西亜玖璃）、桜坂しずく（前田佳織里）、優木せつ菜（楠木ともり）